# Kiril Kotev
Kiril Hristov Kotev (in bulgaro Кирил Христов Котев?; Sofia, 18 aprile 1982) è un ex calciatore bulgaro, difensore.

## Carriera

### Nazionale
Fa parte della Nazionale bulgara dal 2004 e ha preso parte agli Europei 2004.

## Palmarès

### Club

#### Competizioni nazionali
- Campionato bulgaro: 2

Lokomotiv Plovdiv: 2003-2004
CSKA Sofia: 2007-2008
- Coppa di Bulgaria: 1

CSKA Sofia: 2005-2006
- Supercoppa di Bulgaria: 3

Lokomotiv Plovdiv: 2004
CSKA Sofia: 2006, 2008